# Ruska i sovjetska Dvorana slavnih hokeja na ledu
Ruska i sovjetska Dvorana slavnih hokeja na ledu  osnovana  je 1948. i nakon hokejaške Dvorane slavnih (eng. Hockey Hall of Fame) je najstarija takva ustanova.
U ovu dvoranu su ušli zaslužni bivši sovjetski hokejaši na ledu i današnji zaslužni ruski hokejaši.
| Indeks: 0-9 A B C Č Ć D Dž Đ E F G H I J K L Lj M N Nj O P Q R S Š T U V W X Y Z Ž |

U zagradama je godina uvođenja.

Stanje je koncem travnja 2007.

## A
- Boris Afanasjev (1948.)
- Venjamin Aleksandrov (1963.)
- Aleksandr Almetov (1963.)
- Vjačeslav Anisin (1973.)
- Konstantin Astrahancev (1993.)

## B
- Jevgenij Babič (1953.)
- Sergej Babinov (1979.)
- Helmut Balderis (1978.)
- Sergej Bautin (1992.)
- Zinetula Biljaletdinov (1978.)
- Viktor Blinov (1968.)
- Jurij Blinov (1972.)
- Vsevolod Bobrov (1948.)
- Igor Boldin (1992.)
- Nikolaj Borščevski (1992.)
- Vladimir Brežnjev (1965.)
- Pavel Bure (1990.)
- Valerij Bure (1998.)
- Vjačeslav Bucajev (1992.)
- Ilja Bjakin (1988.)
- Mihail Byčkov (1954.)
- Vjačeslav Bykov (1983.)

## Č
- Aleksander Černyh (1988.)
- Arkadij Černyšev (1948.)

## D
- Vitalij Davydov (1963.)
- Jevgenij Davydov (1990.)
- Igor Dmitrijev (1974.)
- Nikolaj Drozdecki (1981.)

## F
- Sergej Federov (1998.)
- Jurij Federov (1978.)
- Vjačeslav Fetisov (1978.)
- Anatolij Firsov (1964.)
- Valerij Fomenkov (1995.)
- Dmitrij Frolov (1993.)

## G
- Aleksandr Gerasimov (1984.)
- Irek Gimajev (1982.)
- Vladimir Golikov (1978.)
- Aleksandr Golikov (1978.)
- Sergej Gončar (1998.)
- Jevgenij Grošev (1991.)
- Aleksej Guryšev (1954.)
- Aleksej Gusarov (1988.)
- Aleksandr Gusev (1973.)
- Gennadij Gusev (1967.)

## H
- Valerij Harlamov (1969.)
- Nikolay Hlystov (1954.)
- Jurij Hmylev (1992.)
- Andrej Homutov (1982.)

## I
- Anatolij Ionov (1965.)
- Eduard Ivanov (1963.)

## K
- Valerij Kamenski (1988.)
- Jan Kaminski (1993.)
- Sergej Kapustin (1975.)
- Valerij Karpov (1993.)
- Aleksander Karpovcev (1993.)
- Aleksej Kasatonov (1981.)
- Darius Kasparaitis (1992.)
- Aleksandr Komarov (1954.)
- Viktor Konovalenko (1963.)
- Vladimir Konstantinov (1989.)
- Pavel Korotkov (1952.)
- Andrej Kovalenko (1992.)
- Aleksej Kovalev (1992.)
- Vladimir Kovin (1984.)
- Aleksandr Koževnikov (1982.)
- Igor Kravčuk (1988.)
- Sergej Krivokrasov (1998.)
- Vladimir Krutov (1981.)
- Jurij Krylov (1954.)
- Alfred Kučevski (1954.)
- Valentin Kuzin (1954.)
- Viktor Kuzkin (1963.)

## L
- Igor Larionov (1982.)
- Juri Lebedev (1974.)
- Konstantin Loktev (1964.)
- Andrej Lomakin (1988.)
- Vladimir Lutčenko (1970.)
- Jurij Ljapkin (1973.)

## M
- Nikolaj Makarov (1981.)
- Sergej Makarov (1979.)
- Vladimir Malahov (1990.)
- Aleksandr Malcev (1969.)
- Aleksandr Martynjuk (1973.)
- Jevgenij Majorov (1963.)
- Boris Mayorov (1963.)
- Boris Mihajlov (1969.)
- Maksim Mihajlovski (1993.)
- Boris Mironov (1998.)
- Dmitrij Mironov (1992.)
- Jevgenij Mišakov (1968.)
- Grigorij Mkrtyčan (1951.)
- Aleksandr Mogilni (1988.)
- Jurij Mojsejev (1968.)
- Aleksej Morozov (1998.)
- Juri Morozov (1970.)
- Sergej Mylnjikov (1985.)
- Vladimir Myškin (1979.)

## N
- Sergej Nemčinov (1990.)
- Valerij Nikitin (1967.)
- Andrej Nikolišin (1993.)

## O
- Aleksandr Ovečkin (2009.)

## P
- Jevgenij Paladijev (1969.)
- Jurij Pantjuhov (1956.)
- Jurij Paramoškin (1991.)
- Aleksandr Paškov (1978.)
- Vasilij Pervuhin (1978.)
- Boris Petelin (1954.)
- Sergej Petrenko (1992.)
- Vladimir Petrov (1969.)
- Stanislav Petuhov (1963.)
- Viktor Polulanov (1967.)
- Vitalij Prohorov (1992.)
- Viktor Pryažnikov (1991.)
- Nikolaj Pučkov (1954.)
- Sergej Puškov (1993.)

## R
- Aleksandr Ragulin (1963.)
- Igor Romiševski (1968.)

## S
- Andrej Sapožnjikov (1993.)
- Aleksandr Semak (1990.)
- Vladimir Shadrin (1971.)
- Sergej Šendelev (1993.)
- Mihail Štalenkov (1992.)
- Viktor Šalimov (1975.)
- Jurij Šatalov (1974.)
- Sergej Šepelev (1981.)
- Oleg Šecov (1998.)
- Valerij Širjajev (1989.)
- Viktor Šuvalov (1953.)
- Aleksandr Sidelnikov (1976.)
- Genrik Sidorenkov (1956.)
- Aleksandr Skvorcov (1981.)
- Aleksandr Smirnov (1993.)
- Nikolaj Sologubov (1956.)
- Sergej Sorokin (1993.)
- Sergej Starikov (1983.)
- Vjačeslav Staršinov (1963.)
- Igor Stelnov (1984.)
- Sergej Svetlov (1988.)

## T
- Anatoly Tarasov (1949.)
- Viktor Tihonov (1978.)
- German Titov (1993.)
- Andrej Trefilov (1992.)
- Ivan Tregubov (1956.)
- Vladislav Tretiak (1971.)
- Viktor Tsyplakov (1969.)
- Jurij Cycnov (1991.)
- Gennadij Cygankov (1972.)
- Viktor Tjumenjev (1982.)

## U
- Dmitrij Ukolov (1954.)
- Aleksandr Uvarov (1954.)

## V
- Igor Varitski (1993.)
- Mihail Varnakov (1985.)
- Mihail Vasilijev (1983.)
- Valerij Vasilijev (1973.)
- Vladimir Vikulov (1967.)
- Leonid Volkov (1964.)
- Jurij Volkov (1963.)

## Y
- Alexander Yakushev (1970.)
- Victor Yakushev (1963.)
- Alexei Yashin (1993.)
- Sergei Yashin (1988.)
- Vladimir Yurzinov (1963.)
- Dmitri Yushkevich (1992.)

## Z
- Boris Zapryagaev (1954.)
- Boris Zaytsev (1964.)
- Oleg Zaytsev (1966.)
- Valeri Zelepukin (1998.)
- Alexei Zhamnov (1992.)
- Pavel Zhiburtovich (1953.)
- Alexei Zhitnik (1992.)
- Viktor Zhlukyov (1978.)
- Yevgeni Zimin (1968.)
- Victor Zinger (1967.)
- Sergei Zubov (1992.)
- Vladimir Zubkov (1983.)
- Andrei Zuev (1993.)

## Vanjske poveznice
- Službena stranica